# أوشو
تشاندرا موهان جاين (بالهندية| चन्द्र मोहन जैन) ( ولد في 11 ديسمبر 1931 وتوفي في 19 يناير 1990)، معروف أيضا باسم أتشاريا راجنيش من العام 1960 وصاعداً، و باجوان شري راجنيش بين عامي 1970 و 1980، و أوشو منذ عام 1989. كان متصوفا هنديا، غورو ومعلما روحيا لديه أتباع من كل أنحاء العالم.
كان أستاذا في الفلسفة، سافر إلى جميع أنحاء الهند خلال عقد الستينات كمتحدث عام. انتقاداته الصريحة للاشتراكية، المهاتما غاندي و الأديان المنظمة أثارت الجدل حوله. ودعا إلى موقف أكثر انفتاحا تجاه العلاقات الجنسية، مما أكسبه لقب «معلم الجنس» في الصحافة الهندية ولاحقا العالمية.
و كذلك فهو لا يغضب من هذا اللقب بل يقول انه بلاي بوي روحي
كما انه يطلق علي نفسه زوربا البوذا (Zorba the Buddha ) و كان هذا هو كل اجتهاده في حياته ان يصل الي ان يكون زوربا البوذا أي الجمع بين الجانبين الجانب الروحي والمادي في الأنسان لتحقيق السعاده فهو يرى أن الفصل بين الجانبين هو اساس المعاناه ،فهو يقول ان وعي بوذا عال جدا ولكنه قاس وغير حيوي كفايه و محبة وحيوية زوربا تنقصها الوعي العالي لتتحكم بها جيدا وإذا اجتمعا الحيويه والوعي في شخص واحد يكون هذا هو الشخص المقدس فعلا
في عام 1970 استقر راجنيش لبعض الوقت في بومباي حيث أصبح معلما روحيا بين تلاميذه المعروفين بالسنياسيين الجدد. في أحاديث أعاد تفسير كتابات التقاليد الدينية، وكتابات الصوفيين والفلاسفة من مختلف أنحاء العالم. انتقل إلى بونه في عام 1974 حيث أنشأ أشرم (صومعة) استقطبت أعدادا متزايدة من الغربيين.
السجن
في منتصف عام 1981 انتقل راجنيش إلى الولايات المتحدة، حيث أنشأ أتباعه مجتمع متعمد (عرف لاحقا باسم راجنيشبورام) في أوريغون. في غضون عام دخلت البلدية في نزاعات مع سكان المجتمع (في المقام الأول على استخدام الأراضي) مما أدى إلى تصاعد العداء بين كلا الجانبين. العدد الكبير من سيارات الرولز رويس التي تم شراؤها لإستخدامها من قبل أتباع راجنيش كانت محل انتقادات أيضا. انهارت بلدية أوريغون عندما كشف راجنيش أن قيادة البلدية ارتكبت عددا من الجرائم الخطيرة، بما في ذلك هجوم بيو-إرهابي (تلوث الغذاء) على مواطني ذا دليس. ألقي عليه القبض بعد ذلك بوقت قصير، ووجهت إليه تهمة انتهاك قوانين الهجرة. تم ترحيل راجنيش من الولايات المتحدة بموجب صفقة ادّعاء. منعته واحد وعشرين دولة من الدخول إلى أراضيها، وعاد أخيرا إلى بونه، حيث توفي في عام 1990.
أشرم راجنيش في بونه تعرف اليوم باسم منتج أوشو الدولي للتأمل. تؤكد تعاليمه التي توفق بين الأديان على أهمية التأمل، الوعي، الحب، الاحتفال، الشجاعة، الإبداع والدعابة: الصفات التي كان ينظر إليها على أنها مقموعة ومكبوتة نتيجة الالتزام بالنظم العقائدية الثابتة، التقاليد الدينية والتنشئة الاجتماعية. كانت لتعاليم راجنيش تأثير ملحوظ على الروحانية الغربية، وكذلك فكر العصر الجديد، وزادت شعبيتها منذ وفاته.

## روابط خارجية
- أوشو على موقع IMDb (الإنجليزية)
- أوشو على موقع الموسوعة البريطانية (الإنجليزية)
- أوشو على موقع مونزينجر (الألمانية)
- أوشو على موقع ميوزك برينز (الإنجليزية)
- أوشو على موقع إن إن دي بي (الإنجليزية)
- أوشو على موقع أول ميوزيك (الإنجليزية)
- أوشو على موقع ديسكوغز (الإنجليزية)